# Dumont d'Urville (aviso colonial)
Pour les autres navires du même nom, voir Dumont d'Urville (navire).
Le Dumont d'Urville est un aviso colonial français de la classe Bougainville, mis en service en juin 1932 et démoli en mars 1958.

## Construction
Le Dumont d'Urville est mis sur cale aux Ateliers et Chantiers Maritimes Sud-Ouest de Bordeaux en novembre 1929. Il est lancé en mars 1931 et entre en service en juin 1932.

## LeDumont d'Urvilleen chiffres
L'artillerie du Dumont d'Urville se composait de 3 pièces simples de 138 mm modèle 1927, 3 pièces simples de 37 mm anti-aériens et 6 mitrailleuses 13,2 mm en 3 affuts doubles.
Sa vitesse maximum était de 17 nœuds. Il embarquait 297 tonnes de mazout. Ses moteurs diesels Burmeister & Wain lui procurait une puissance de 3 200 chevaux.
D'une longueur de 103,7 m et d'une largeur de 12,98 m, le Dumont d'Urville avait un tirant d'eau de 4,5 m.

## Équipage
L'équipage du Dumont d'Urville se composait de 14 officiers et 121 marins.

## Carrière
L'amiral Decoux, gouverneur général de l'Indochine française, envoie le Dumont d'Urville en Nouvelle Calédonie dans le but de prendre le contrôle de l'île. Le Dumont d'Urville envoyé en Nouvelle-Calédonie arrive à Nouméa le 23 août 1940. Mais un croiseur de la Marine royale australienne, le HMAS Adelaide de la classe Town arrive lui aussi et force le gouverneur français du gouvernement de Vichy à rembarquer sur le Dumont d'Urville.
L'aviso colonial est ensuite incorporé au Forces navales françaises d'Extrême-Orient. Dans la nuit du 16 au 17 janvier 1941, il fait partie de la petite escadre, composée du croiseur léger Lamotte-Picquet et des avisos Amiral Charner (un autre aviso colonial de la classe Bougainville), des vieux avisos Tahure et Marne. Cette force navale, commandée par le capitaine de vaisseau Bérenger, surprend la flotte thaïe au mouillage à Koh Chang. Après avoir coulé 2 garde-côtes cuirassés, 3 torpilleurs et endommagée plusieurs autres unités, le groupe naval français regagne, indemne, sa base de Poulo Condor.
En septembre 1942, le Dumont d'Urville secourt les survivants du RMS Laconia torpillé par le sous-marin allemand U-156.
En 1944, son armement est modernisé : quatre pièces simples antiaériennes de 40 mm Bofors Mk 1/2 sont ajoutées, ainsi que 11 pièces simples antiaériennes de 20 mm Oerlikon. Des mortiers anti-sous-marins et des grenades sous-marines sont installés. L'artillerie anti-aérienne d'origine française est débarquée.
En Septembre 1946, le Dumont d'Urville transporta Hô Chi Minh et sa délégation vers l'Indochine à son retour de la Conférence de Fontainebleau à la suite de l'échec des négociations. Il participera au bombardement de Haïphong le 23 novembre 1946.
Le Dumont d'Urville reste en service dans la marine française jusqu'en mars 1958, avant d'être démoli.